# Miracle on Broadway
Miracle on Broadway foi um concerto anual de Natal beneficente da cantora estadunidense Kelly Clarkson. Patrocinado pela Live Nation, a série ocorreu na Bridgestone Arena, em Nashville, Tennessee, Estados Unidos. 
O primeiro decorreu a 20 de dezembro de 2014 e contou com a participação de músicos como Reba McEntire, Trisha Yearwood, Garth Brooks, Ronnie Dunn, Kacey Musgraves, Hayley Williams, Chad Gilbert, Charles Esten, Meghan Trainor, Martina McBride, Kix Brooks e Deborah Allen, interpretando diversos clássicos de Natal e faixas do disco de Clarkson lançado em 2013, Wrapped in Red.
Foram conseguidos mais de 500 mil dólares a partir da venda de bilhetes e doações, para ajudar quatro instituições de Nashville: Monroe Carell Jr. Children's Hospital at Vanderbilt, Monroe Harding Children’s Home, Second Harvest Food Bank e Thistle Farms.
O segundo concerto teria lugar no mesmo local a 18 de dezembro de 2015, mas foi cancelado devido a problemas de saúde de Clarkson, que estava grávida. A segunda edição do evento aconteceu em 16 de dezembro de 2016.

## Alinhamento
Todas as canções foram interpretadas por Clarkson, a menos que esteja indicado o contrário:
1. "Underneath the Tree"
2. "Please Come Home for Christmas"
3. "Winter Wonderland"
4. "My Favorite Things"
5. "Santa Claus Is Coming to Town" (com Charles Esten)
6. "Have Yourself a Merry Little Christmas"
7. "Every Christmas"
8. "Hard Candy Christmas"
9. "Wrapped in Red" (com Aben Eubanks, Ashley Arrison e Shane McAnally)
10. "Under the Mistletoe" (atuação a solo de Meghan Trainor)
11. "White Christmas"
12. "Silver Bells" (atuação de vocalistas de apoio de Clarkson)
13. "Rockin' Little Christmas" (atuação de Kix Brooks e Deborah Allen)
14. "Feliz Navidad" (atuação a solo de Kacey Musgraves)
15. "Jingle Bell Rock"
16. "Blue Christmas" (atuação de Hayley Williams e Chad Gilbert)
17. "Oh Holy Night"
18. "The Christmas Song" (com Martina McBride)
19. "Christmas (Baby Please Come Home)" (atuação a solo de Martina McBride)
20. "Winter Dreams (Brandon's Song)"
21. "Baby, It's Cold Outside" (com Ronnie Dunn)
22. "Run Run Rudolph" (atuação a solo de Ronnie Dunn)
23. "Silent Night" (com Reba McEntire e Trisha Yearwood)
24. "Santa Claus Is Back in Town" (atuação a solo de Trisha Yearwood)
25. "I'll Be Home For Christmas" (atuação a solo de Reba McEntire)
26. "Little Drummer Boy" (atuação a solo de Garth Brooks)
27. "All I Want for Christmas Is You"